# 2014年ソチオリンピックのネパール選手団
2014年ソチオリンピックのネパール選手団（2014ねんソチオリンピックのネパールせんしゅだん）は、2014年2月7日から23日までロシアのソチで開催されたソチオリンピックネパール選手団の名簿。

## 選手団
- 人員: 選手 1人
- 開会式旗手: ダチーリ・シェルパ

## クロスカントリースキー
- ダチーリ・シェルパ

男子15kmクラシカル (86位、55:39.3)